# Mondial du Lion
Pour les articles homonymes, voir Lion (homonymie).
Le Mondial du Lion est une compétition de concours complet d'équitation, de niveau 1 et 2 étoiles (CCI* et CCI**) 
organisée, chaque année à la fin octobre, dans la ville Le Lion-d'Angers, en France.
Cette compétition, organisée par le Lion Equestre compte, respectivement, pour le Championnat du Monde des chevaux de 6 et 7 ans (Trophée Mondial des Races WBFSH).
En 2011, il attire plus de 44 000 personnes.

## Résultats 2014

### CCI** 7 an
- 1er :  France Thomas Carlile avec Tenareze
- 2e :  Royaume-Uni Tom McEwen avec Toledo de Kerser
- 3e :  Royaume-Uni Laura Collett avec  Pamero 4

### CCI* 6 ans
- 1er :  Allemagne Michael Jung avec Star Connection
- 2e :  Australie Christopher Burton avec Dutch Man Retto
- 3e :  Royaume-Uni Piggy French avec  Cooley Dream Extreme

## Résultats 2011

### CCI** 7 ans
- 1er :  Royaume-Uni Kitty King avec Zidante
- 2e :  Allemagne Andreas Brandt avec Frh Escada JS
- 3e :  Royaume-Uni  Piggy French avec Kiltealy Brie

### CCI* 6 ans
- 1er :  Allemagne Michael Jung avec Rocana Fst
- 2e :  Royaume-Uni Rosalind Canter avec Aprobanta
- 3e :  Italie  Emiliano Portale avec Rubens delle Sementarecc

## Résultats 2010

### CCI** 7 ans
- 1er :  Allemagne Andreas Dibowski avec Mighty Magic
- 2e :  Allemagne Andreas  Dibowski  avec Butts Avedon
- 3e :  Nouvelle-Zélande  Andrew Nicholson avec Quimbo

### CCI* 6 ans
- 1er :  Suède Sara Algotsson-Ostholt avec Mrs Medicott
- 2e :  Royaume-Uni Nicola Wilson avec Annie Clover
- 3e :  Royaume-Uni Kitty King avec Zidante

## Résultats 2009

### CCI** 7 ans
- 1er :  Allemagne Kai Rüder avec Saaten-Unions Charlie Weld
- 2e :  Royaume-Uni William Fox-Pitt avec Oslo
- 3e :  Allemagne Sandra Auffarth avec Redesigned

### CCI* 6 ans
- 1er :  France Mathieu Lemoine avec Petrus de la Triballe
- 2e :  Allemagne Andreas Dibowski avec Mighty Magic
- 3e :  Allemagne Frank Ostholt avec Sir Medicott

## Résultats 2008

### CCI** 7 ans
- 1er :  Suède Malin Larsson avec Walter von der Vogelweide
- 2e :  Royaume-Uni Ruth Edge avec Nick of Thyme
- 3e :  Royaume-Uni Pippa Funnell avec Redesigned

### CCI* 6 ans
- 1er :  Royaume-Uni William Fox-Pitt avec Oslo
- 2e :  Royaume-Uni Pippa Funnell avec Billy Landretti
- 3e :  Allemagne Kai Rüder avec Charlie Xeld*Saaten-Unions

## Résultats 2007

### CCI** 7 ans
- 1er :  Royaume-Uni  Piggy French  avec Cast away II
- 2e :  Allemagne  Michael Jung  avec La BBiosthétique Sam FB
- 3e :  Australie Lucinda Fredericks avec Prada

### CCI* 6 ans
- 1er :  Allemagne  Frank Ostholt  avec Quite easy
- 2e :  Pays-Bas Andrew Heffernan avec Newton de la love
- 3e :  France Camille Piat avec New de la Berchere